# 滇边大黄
滇边大黄（学名：Rheum delavayi），为蓼科大黄属下的一个植物种。